# Molhøj
Molhøj er navnet på en række huse langs Molhøjvej, få hundrede meter øst for Hadsund. Bebyggelsen har 11 indbyggere.
Molhøj ligger i Visborg Sogn, Hindsted Herred, 1970-2007 Nordjyllands Amt, fra 2007 Region Nordjylland i Mariagerfjord Kommune. Fra Molhøj er der 2 km. til Visborg (by) og 3 km. til Hadsund Centrum.

## Udvikling
Området mellem Hadsund og Molhøj er de seneste års tid gået gennem en større udvikling, hvor der blandt andet er anlagt en ny trafikvej gennem området. Det sker i forbindelse med byggeriet af Bostedet Hadsund. Derudover føres vejen videre til Hadsund Skole. Her skal vejen hjælpe med at aflaste den ellers så trafikerende Stadionvej. Den nye vej som har fået navnet Kjeld H. Jensens Vej starter ved rundkørslen på Alsvej og går sammen med Stadionvej ved Hadsund Hallerne.
Anlæggelsen af den nye vej blev påbegyndt i juli 2015, og var færdig i 2016.
Den 6. september 2017 blev Bostedet Hadsund indviet. Det er institution som huser 40 psykisk handicappede. Afstanden til Hadsund er dog stadig lidt mere end 200 m, så Danmarks Statistik betragter derfor Molhøj som en selvstændig bebyggelse.

### Bostedet Hadsund
Den 29. april 2016 tog Regionsrådsformand Ulla Astman første spadestik til det nye bosted ved Molhøj. Bostedet skulle erstatte det eksisterende Bostedet Visborggård som er et bosted for voksne sindslidende. Herregården Visborggård er var indtil 2017vejet og drevet af Region Nordjylland. Bostedet Hadsund skal huse 40 socialpsykiatriske pladser.
De tidligere rammer på Visborggård var så utidssvarende at det ikke var muligt at renovere botilbuddet på nogen måde, Derfor planlagde Region Nordjylland at opføre et erstatningsbyggeri i Hadsund.
Bostedet Hadsund har 30 toværelses boliger og 10 etværelses boliger. Der til er der fællesarealer, servicearealer og administration til. Det samlede areal er 3.750 kvm.
Det nyt bosted indgår i det østligste led af Hadsunds bymæssige bebyggelse. Udover de enkeltstående beboelsesejendomme i området vil Hadsund Skole blive institutionens nabo og den umiddelbare reference i volumen. Nordvest for lokalplanområdet, på modsatte side af Alsvej, ligger et erhvervsområde, som er det første man møder, når man ankommer til Hadsund fra øst. Bostedet Hadsund blev indviet 6. september 2017.
Prisen på institution blev udregnet til 3,3 mio. kr., hvorfra Mariagerfjord Kommune skulle finansiere 2,1 mio. kr., heraf skulle der bruges 300.000 kr. til projektering og arealerhvervelse i 2013, og selve anlægsudgiften på 1.800.000 kr. blev afholdt i 2014.
De resterende 1.800.000 kr. indgik i budget 2014.
Lokalplanen for Bostedet Hadsund blev vedtaget af Mariagerfjord Byråd den 7. maj 2013.